# Główka (chordofony)
Główka, komora kołkowa, deska kołkowa – część konstrukcyjna instrumentów muzycznych z grupy chordofonów szyjkowych znajdująca się na przeciwległym do korpusu rezonansowego końcu szyjki. W główce zamocowane są kołki lub maszynki – przyrządy służące do regulowania naprężenia strun.
W literaturze terminy „główka”, „komora kołkowa” oraz „deska kołkowa” bywają stosowane zamiennie, w zależności od dominującej w danym kontekście cechy konstrukcyjnej. Komora kołkowa bywa opisywana jako niewydzielona konstrukcyjnie część główki (np. w guslicy, mandoli, pipie i rebec), której dopełnieniem może być ślimak (np. w skrzypcach) lub inny ornament lub detal snycerski. W innych miejscach, komorą kołkową określany jest cały element konstrukcyjny wieńczący szyjkę, np. komora kołkowa chordofonów szarpanych, która w przeciwieństwie do komór kołkowych skrzypiec (forma korytka), nie ma dna. Deską kołkową nazywana jest główka w formie deseczki, w której kołki zamocowane są odspodnio (np. w fideli, gęślach staropolskich, kemange a guz, kemange a rumi i mandolinie). W jeszcze innych instrumentach, np. w sarangi, komorą kołkową jest cała masywna szyjka, w której poprowadzone są struny rezonansowe.

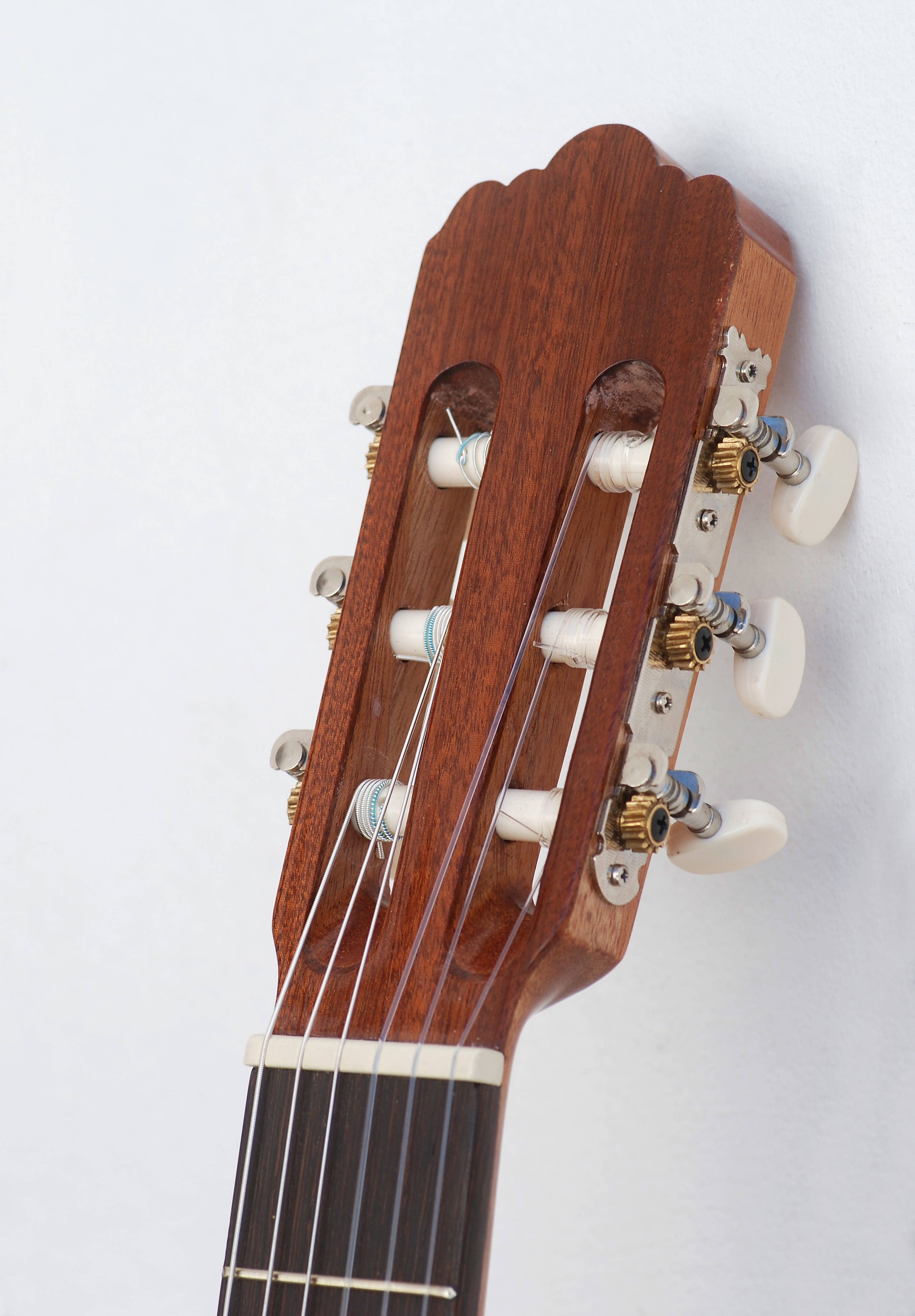
Główka gitary klasycznej
Główka gitary elektrycznej
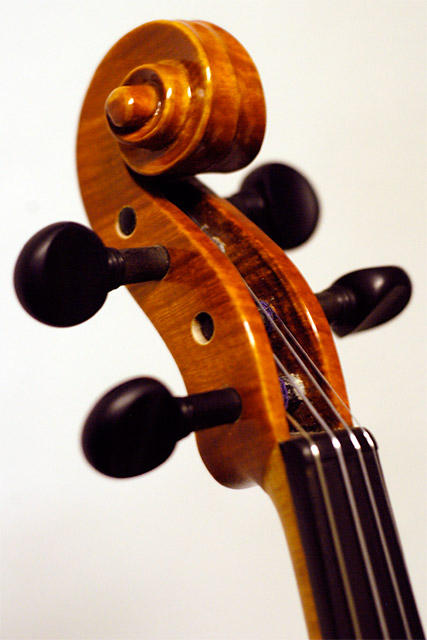
Główka skrzypiec
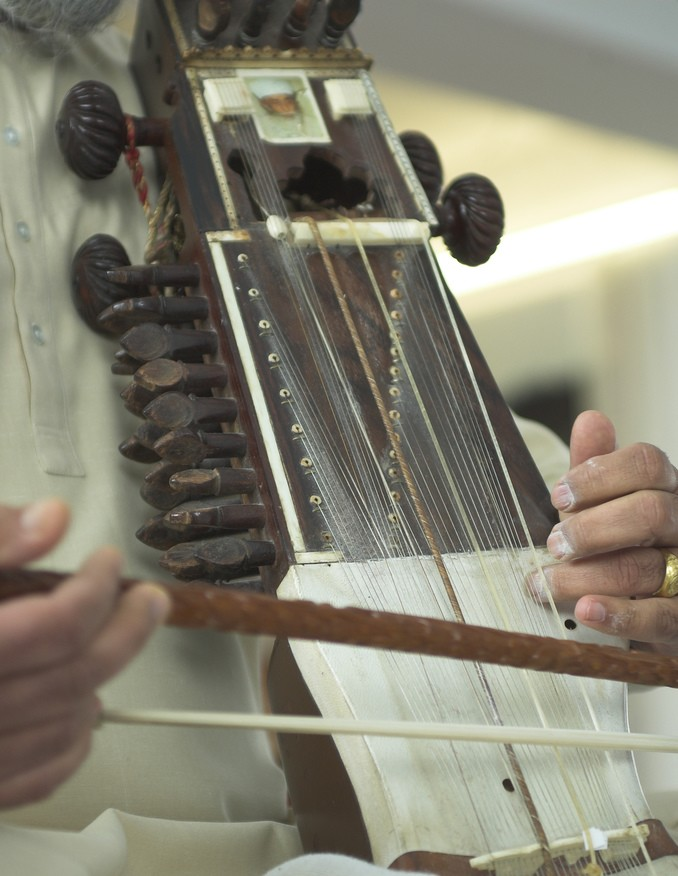
Komora kołkowa sarangi
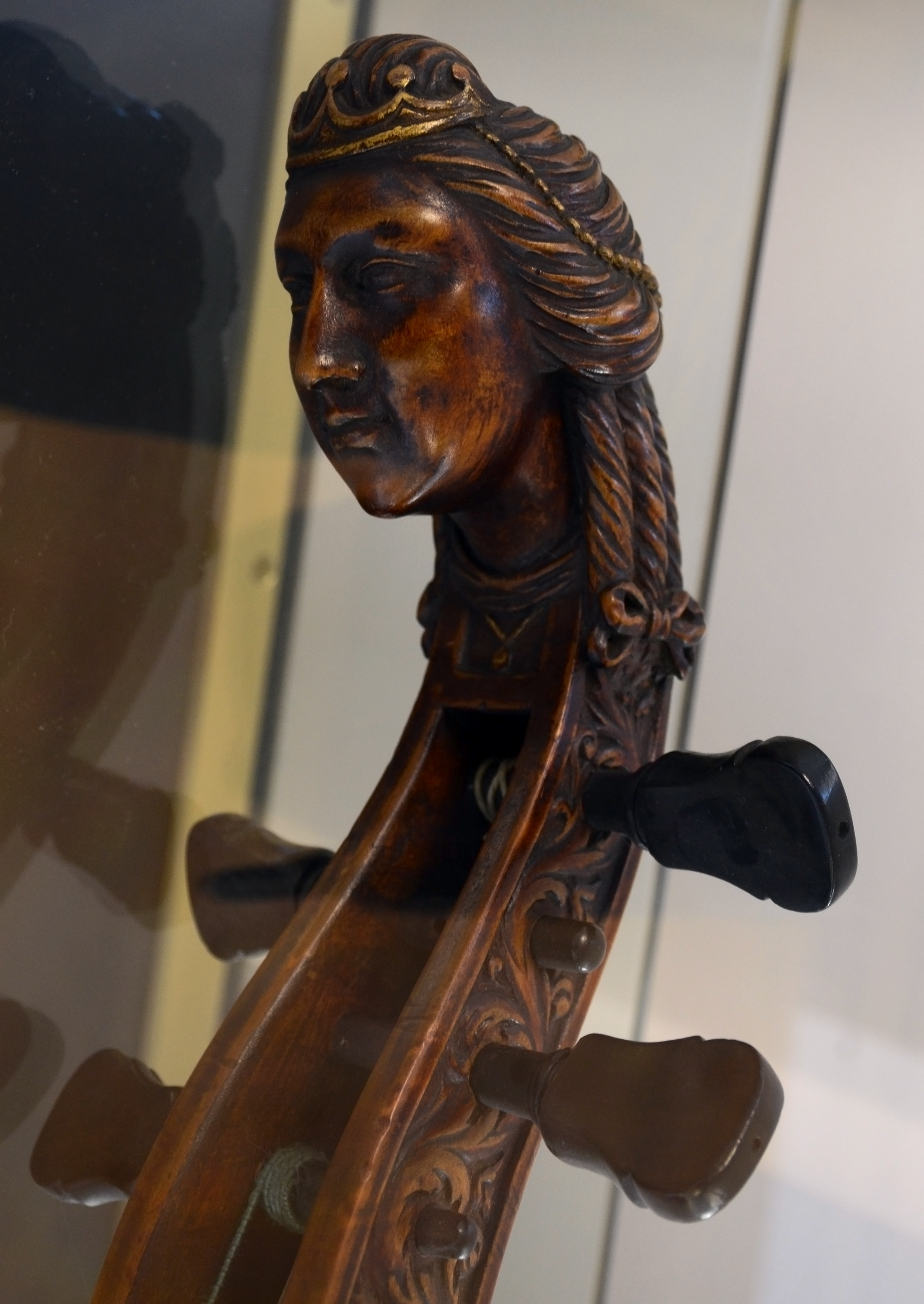
Główka violi da gamby
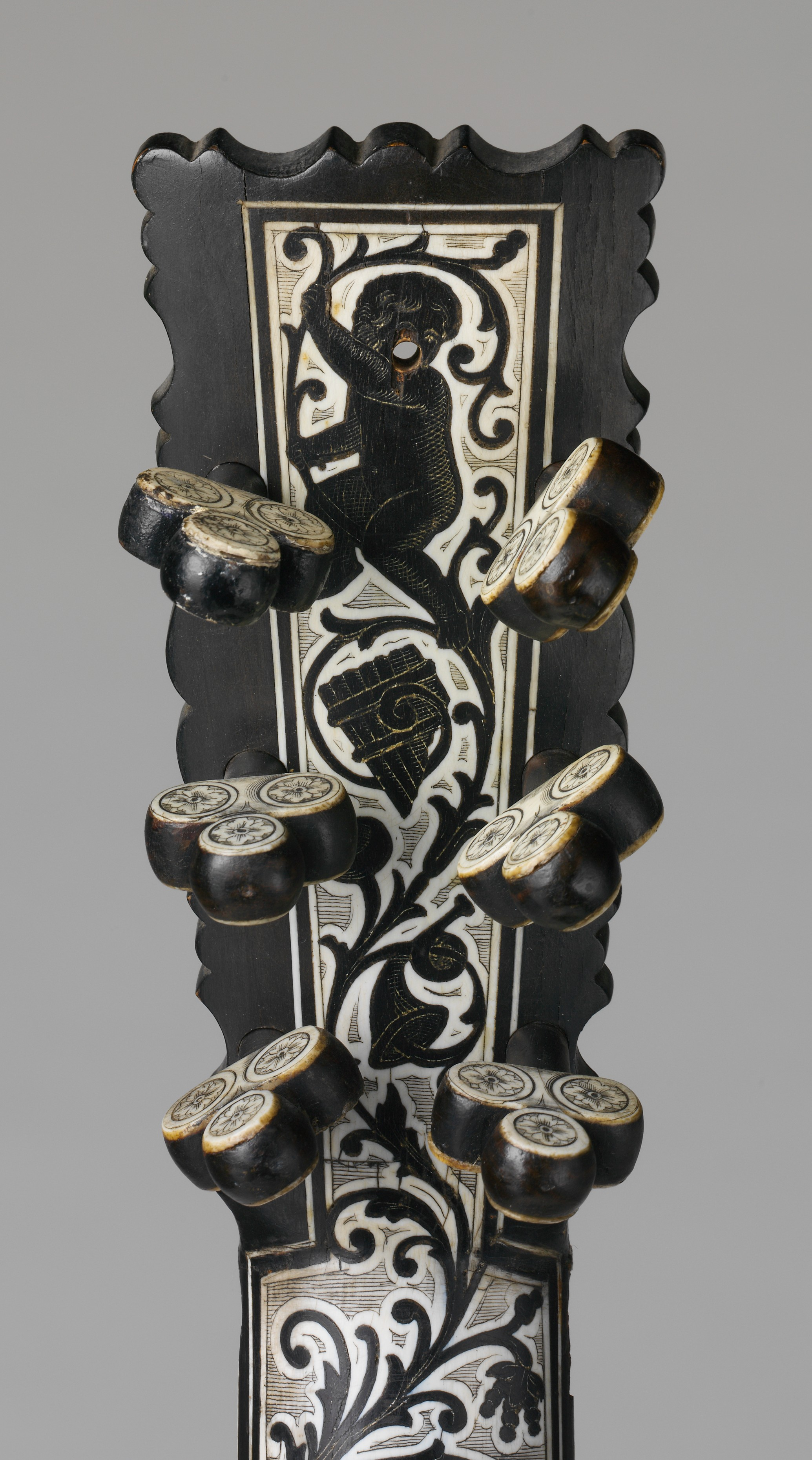
Deska kołkowa dawnej gitary
Komora kołkowa liry korbowej
Komora kołkowa gitary portugalskiej(inne języki)